# Мулен Руж (фильм, 1928)
«Мулен Руж» (англ. Moulin Rouge) — британский немой чёрно-белый художественный фильм, снятый Эвальдом Андре Дюпоном в 1928 году на студии British International Pictures.
Премьера фильма состоялась 22 марта 1929 года. «Мулен Руж» был первоначально выпущен в 1928 году как немой фильм с живым музыкальным сопровождением, продолжительностью около 130 минут. В следующем году фильм был отредактирован и переиздан с синхронизированной партитурой, составленной Джоном Рейндерсом, которая включала различные звуковые эффекты. Эта версия была длительностью 86 минут.
Один из самых заметных британских фильмов эпохи немого кино как по бюджету, так и по масштабам съёмок с участием российско-немецкой звезды экрана Ольги Чеховой. Первый британский фильм, снятый пионером-экспрессионистом Эвальдом Андре Дюпоном («Варьете» (1925), «Пикадилли» (1929)), и Вернером Брандесом при участии лауреата премии «Оскар» художника Альфреда Юнге.
Фильм снимался в Лондоне и Париже.
Имел большой международный успех, но вызвал определенный скандал в Соединенных Штатах из-за танцевальных сцен с актрисой Ольгой Чеховой и статистами в лёгких открытых нарядах, которые посчитали слишком смелыми для того времени.

## Сюжет
Фильм повествует о молодом аристократе, склонным к самоубийству после того, как он влюбляется в молодую танцовщицу и её элегантную, восхитительно красивую мать.
Паризия — звезда парижского кабаре «Мулен Руж». У неё есть дочь Маргарет, тайно помолвленная с молодым человеком — Андре. Его отец-аристократ против этого брака, потому что мать Маргарет танцовщица кабаре.
Юноша разыскивает Паразию для того, чтобы она сумела убедить отца дать согласие на свадьбу, и, неожиданно, влюбляется в неё…

## В ролях
- Ольга Чехова — Паризия
- Ив Грэй — Маргарет
- Жан Браден — Андре
- Жорж Тревиль — отец Андре
- Марсель Вайберт — Маркиз
- Эллен Поллок — Гирт
- Эндрюс Энгельман — шофёр
- Форрестер Харви — турист (в титрах не указан)
- Рэй Милланд

В 2017 году фильм был восстановлен в HD формате. Восстановленная версия была выпущена в Великобритании на Blu-ray и DVD компанией Network Distributing.

## Съёмочная группа
- Режиссёр: Эвальд Андре Дюпон
- Продюсер: Эвальд Андре Дюпон
- Сценарист: Эвальд Андре Дюпон
- Оператор : Вернер Брандес
- Художник: Альфред Юнге
- Монтаж:	Гарри Чендли